# هونس مارسلو لیموس
هونس مارسلو لیموس (به پرتغالی: Huenes Marcelo Lemos) مدافع، مدافع اهل برزیل است که در شهر Iguatama و در تاریخ ۵ دسامبر ۱۹۸۱ به دنیا آمده‌است.
هونس مارسلو لیموس در تیم‌های فوتبال América (SP) سابقهٔ حضور دارد.